# El Mirador, Izúcar de Matamoros
El Mirador är en ort i Mexiko.   Den ligger i kommunen Izúcar de Matamoros och delstaten Puebla, i den sydöstra delen av landet, 110 km sydost om huvudstaden Mexico City. El Mirador ligger 1 383 meter över havet och antalet invånare är 105.
Terrängen runt El Mirador är kuperad söderut, men norrut är den platt. Runt El Mirador är det ganska tätbefolkat, med 104 invånare per kvadratkilometer. Närmaste större samhälle är Izúcar de Matamoros, 6,4 km söder om El Mirador. Omgivningarna runt El Mirador är en mosaik av jordbruksmark och naturlig växtlighet.